# アルバ (ウサギ)
アルバ (Alba) は、現代美術家エドワルド・カッツ(Eduardo Kac)がフランスの遺伝学者ルイ＝マリー・フーデバイン(Louis-Marie Houdebine)と共同で制作した、遺伝子組み換えにより体が光るウサギである。
フーデバインは、オワンクラゲ(Aequorea victoria)の緑色蛍光タンパク質(GFP)遺伝子を使用した。このタンパク質は、青色の光を照射すると緑色の蛍光を発するもので、蛍光を伴う多くの標準的な生物学的実験に用いられる。その遺伝子を組み込まれたアルバは、青色の光を浴びると緑色の蛍光を発する。しかし、カッツが発表した体全体が緑色に光っているウサギの写真は、その信憑性に疑問の声が上がっている。
カッツはアルバのことを「自然界には存在しない動物」と表現している。『ボストン・グローブ』紙に掲載された記事では、フーデバインはカッツのためにアルバを作ったことを認め、アルバは「特に穏健で甘い気質」を持っていると述べている。この記事は、世界中のメディアでスキャンダルとして取り上げられ、それ以降、フーデバインはカッツと距離を置くようになった。
2002年、アメリカの記者がフーデバインの勤務先であるフランスの国立農学研究所(INRA)に電話をかけ、アルバが死んだと聞かされた。その記者はアルバの死去を報じる記事を掲載したが、その根拠とされたのは、フーデバインの「ある日、そのウサギが何の理由もなく死んだと知らされました。ウサギはよく死ぬんですね。そのウサギは4歳くらいで、私たちの施設では普通の寿命でした。」という言葉だけだった。
2007年にバルセロナで開催されたヨーロッパ分子生物学機構(EMBO)の会議で、フーデバインは、ジャーナリストやテレビメディアによる扇情主義を強調しながら、「GFPウサギの話」の実態を詳細に発表した。